# Wilhelm Trellenkamp
Wilhelm Trellenkamp (* 1826 in Sterkrade, Kreis Duisburg; † 14. Januar 1878 in Orsoy, Kreis Moers) war ein deutscher Historien- und Porträtmaler der Düsseldorfer Schule.

## Leben
Trellenkamp erhielt eine Ausbildung zum Pädagogen am Lehrerseminar in Kempen. Anschließend war er als Elementarlehrer in Krefeld tätig. 1852 folgte er seinem Wunsch, sich der Kunst zu widmen, und begann ein Malereistudium an der Kunstakademie Düsseldorf, das er 1859 abschloss. Dort waren Andreas und Karl Müller, Karl Ferdinand Sohn, Wilhelm von Schadow und Eduard Bendemann seine Lehrer. Danach wirkte Trellenkamp als Historienmaler, wobei er hauptsächlich religiöse Motive für Kirchen schuf, außerdem Buchillustrationen. Unter seinen Porträts ist das Bildnis seines Jugendfreunds Wilhelm Herchenbach hervorzuheben. Häufig von Krankheit beeinträchtigt lebte er sehr zurückgezogen und verstarb nach längerem Leiden im katholischen Marien-Krankenhaus der Barmherzigen Schwestern zu Orsoy.

## Werke (Auswahl)
- Die Himmelfahrt Mariä im Auftrag des Kunstvereins für die Rheinlande und Westfalen für die katholische Kirche von Tilsit, 1859[4]
- Christus mit seinen Eltern auf dem Weg nach Jerusalem zum Osterfest, 1864
- Christus am Ölberg im Auftrag des Kunstvereins für die Rheinlande und Westfalen für die evangelische Kirche in Groß Lassowitz, 1866[5]
- Entwürfe zum Wettbewerb um die Ausschmückung des Rathauses Krefeld, 1867[6]
- Karton Himmelfahrt Mariä für das Hauptchorfenster der Kirche von Gustorf, 1874[7]
- Saul und David